# Mary Kills People
Mary Kills People è una serie televisiva canadese creata da Tara Armstrong. È stata trasmessa dal 25 gennaio 2017 al 16 giugno 2019 sul canale Global.
In Italia, la prima stagione è stata pubblicata sulla piattaforma on demand TIMvision il 1º novembre 2017, mentre la seconda è uscita l'8 gennaio 2019. La terza stagione è inedita.

## Trama
La dottoressa Mary Harris, madre single e con un rapporto conflittuale con l'ex marito,  lavora ufficialmente al pronto soccorso dell'Ospedale Generale Eden. Non è però la sua unica attività: con il suo migliore amico Des - ex chirurgo plastico a cui è stata sospesa la licenza poiché dipendente da droghe -  porta avanti un'attività alternativa dove propone ai pazienti terminali una soluzione per porre fine alle loro sofferenze. Ma le cose per Mary si complicano quando viene contatta da Joel, affascinante e introverso paziente che richiede i suoi servizi e con cui intreccia una pericolosa relazione. Mary dovrà lottare per non perdere le proprie figlie e per sfuggire alla polizia che ha avviato le indagini in seguito a morti sospette e proseguire la sua "missione". La serie parla del suicidio assistito, divenuto legale in Canada da pochi mesi (lo show è invece ambientato in una non definita cittadina del Nord America, dove la pratica è ancora illegale).

## Episodi
| Stagione         | Episodi | Prima TV Canada | Pubblicazione Italia |
| ---------------- | ------- | --------------- | -------------------- |
| Prima stagione   | 6       | 2017            | 2017                 |
| Seconda stagione | 6       | 2018            | 2019                 |
| Terza stagione   | 6       | 2019            | inedita              |

## Personaggi e interpreti
- Dott.ssa Mary Harris, interpretata da Caroline Dhavernas, doppiata da Sonia Mazza.
- Detective Ben Wesley, interpretato da Jay Ryan, doppiato da Walter Rivetti.
- Desmond "Des" Bennett, interpretato da Richard Short, doppiato da Matteo Brusamonti.
- Detective Frank Gaines, interpretato da Lyriq Bent, doppiato da Luca Ghignone.
- Grady Burgess (stagione 1), interpretato da Greg Bryk, doppiato da Oliviero Cappellini.
- Kevin, interpretato da Sebastien Roberts, doppiato da Gianluca Iacono.
- Jessica "Jess" Geller, interpretata da Abigail Winter, doppiata da Chiara Francese.
- Nicole Mitchell, interpretata da Charlotte Sullivan, doppiata da Valentina Pollani.
- Annie Chung, interpretata da Grace Lynn Kung, doppiata da Roberta Maraini.
- Larissa, interpretata da Jess Salgueiro
- Naomi, interpretata da Katie Douglas, doppiata da Martina Tamburello.
- Louise Malick, interpretata da Alexandra Castillo, doppiata da Vanessa Giuliani.
- Sidney "Sid" Thomas-Haye (stagione 1), interpretato da Joel Thomas Hynes, doppiato da Osmar Santucho.
- Cambie, interpretata da Lola Flanery, doppiata da Erica Laiolo.
- Rhonda McCartney, interpretata da Terra Hazelton
- Dr. Dennis Taylor, interpretato da Matt Gordon, doppiato da Donato Sbodio.
- Carly Dixon, interpretata da Natalie Lisinska, doppiata da Stefania Giuliani.
- Giudice Lucas Grant, interpretato da Benz Antoine, doppiato da Maurizio Di Girolamo.
- Matt Danvers, interpretato da Jim Watson, doppiato da Vito Paparella.
- Ellen Dunbrook, interpretata da Ellen Dubin, doppiata da Francesca Vettori.
- Morgan, interpretato da Steven McCarthy, doppiato da Andrea Beltramo.
- Olivia Bloom (stagione 2), interpretata da Rachelle Lefèvre, doppiata da Lucia Valenti.
- Heather, interpretata da Karena Evans, doppiata da Annalisa Platania.
- Joshua Yang, interpretato da André Dae Kim, doppiato da Vito Paparella.
- Travis Bloom, interpretato da Ian Lake, doppiato da Luca Sbaragli.
- Brendan Challis, interpretato da Salvatore Antonio, doppiato da Gigi Scribani.
- Victor, interpretato da David Ferry, doppiato da Gianni Gaude.

## Produzione
La serie, che comprendeva sei episodi, è stata commissionata dalla rete canadese Global il 28 gennaio 2016. La produzione è iniziata nell'estate 2016, mentre il primo episodio è stato trasmesso il 25 gennaio 2017. Negli Stati Uniti, la serie è stata acquistata da Lifetime, che ne ha trasmesso la prima stagione dal 23 aprile 2017.
Il 5 giugno 2017, la serie è stata rinnovata per una seconda stagione, trasmessa in patria dal 3 gennaio al 7 febbraio 2018. Negli Stati Uniti è andata in onda dal 12 marzo dello stesso anno.

## Accoglienza

### Critica

#### Prima stagione
La prima stagione è stata accolta positivamente dalla critica. Sull'aggregatore di recensioni Rotten Tomatoes ha un indice di gradimento del 100% con un voto medio di 7,5 su 10, basato su 11 recensioni, mentre su Metacritic ha un punteggio di 66 su 100, basato su 8 recensioni.
John Doyle del The Globe and Mail ha definito il primo episodio "straordinariamente sicuro, divertente e adulto: è molto intelligente e assolutamente intrigante". Inoltre elogia il personaggio di Mary Harris come "uno dei personaggi femminili più avvincenti e originali degli ultimi anni" e l'attrice Caroline Dhavernas come "eccezionale" nel suo ritratto: "Forse la cosa migliore è lo scintillio pazzesco negli occhi di Mary. C'è qualcosa di anarchico che bolle dentro lei".
Secondo Maureen Ryan di Variety, la serie "tira fuori una fusione di toni - comico, drammatico e filosofico - che sembra quasi impossibile", ma ha però criticato la sottotrama, definita "romanzata".

#### Seconda stagione
Anche la seconda stagione è stata accolta positivamente dalla critica. Su Rotten Tomatoes detiene un indice di gradimento del 100% con un voto medio di 9,4 su 10, basata su 5 recensioni.

## Riconoscimenti
- 2018 - Canadian Screen Awards[15]
  - Miglior performance ospite in una serie drammatica a Steven McCarthy (per l'episodio "La culla di Giuda")
  - Miglior regia per una serie drammatica a Holly Dale (per l'episodio "Il fiume Stige")
  - Candidatura per la miglior serie drammatica
  - Candidatura per la miglior attrice protagonista in una serie drammatica a Caroline Dhavernas
  - Candidatura per il miglior attore protagonista in una serie drammatica a Richard Short
  - Candidatura per il miglior attore non protagonista in una serie drammatica a Greg Bryk
  - Candidatura per la miglior sceneggiatura per una serie drammatica a Tara Armstrong (per l'episodio "Bloody Mary")
  - Candidatura per la miglior sceneggiatura per una serie drammatica a Marsha Greene (per l'episodio "È ora di arrendersi")
  - Candidatura per il miglior casting a Susan Forrest e Sharon Forrest